# スイカと海と太陽と
『スイカと海と太陽と』は花見沢Q太郎のエロティックラブコメディ漫画作品。

## 概要
単行本は1996年5月、司書房より発行された。2003年6月、大都社より新装版が発行された。

## あらすじ
夏休み。高校生の玄太は康治先輩の彼女ゆかりちゃんに片思い。そんな中ゆかりの妹ひやちゃんや友達のいねちゃんも交えてみんなで海へキャンプに行くことに…。甘酸っぱい青春の一こまをせつなく、エロティックに描く。

## 登場人物

### 主な登場人物
玄太くん（げんた）
主人公。16歳高2。同じクラスのゆかりちゃんには片思いだったが、康治先輩に彼女として紹介されてしまう。キャンプでは気持ちが揺れ動きながらもエッチなどしつつ青春を謳歌する。最終的にひやちゃんと…。
康治先輩（こうじ）
18歳高3。ゆかりちゃんの彼氏。キャンプ序盤では進路に関する行き違いからゆかりちゃんと険悪なムードになるが…。
ゆかりちゃん
17歳高2。ショートヘア。一応康治先輩の彼女だが、玄太くんもまんざらではないみたいである。のんき。
いねちゃん
16歳高2。ロングヘア。眼鏡っ娘。本名は溝原いなほ。ゆかりちゃんの中学のときの友達。玄太くんが寂しくならないようにとの康治先輩の手配で一緒にキャンプに行くことになる。玄太くんは結構好きなのかも。ハッキリした性格。
ひやちゃん
ゆかりちゃんの妹。三つ編みおさげ。年齢は「あかせない」（多分中学生）。ませている。玄太くんにおしっこしているところを見られて一旦好感度を下げるが、やっぱり玄太くんが好きだったみたいで…。

### 脇役
舞さん（まい）
21歳大学生。「海の家いその」のアルバイトA。本名は田村舞。S。落ち込んでいた年下の玄太は格好のターゲットに。
優ちゃん（ゆう）
19歳大学生。「海の家いその」のアルバイトB。本名は溝口優。M。エッチのときは舞さんのいいなり。
神田寿司夫（かんだ すしお）
40歳。海の家の主人。舞と優の雇い主。